# Sông Tầm Dương
Sông Tầm Dương (chữ Hán: 浔阳江; bính âm: Xúnyáng Jiāng - Tầm Dương Giang), là một khúc sông Trường Giang chảy qua địa phận Tầm Dương, ở phía bắc thành phố Cửu Giang (tỉnh Giang Tây, Trung Quốc).

## Xuất hiện trong văn học
Sông Tầm Dương đã được biết đến trong thơ ca qua tuyệt tác Tỳ Bà Hành (chữ Hán: 琵琶行; tiếng Anh:The Pipa Tune; tiếng Việt:Gảy Đàn Tỳ Bà) của nhà thơ Bạch Cư Dị. Ngoài ra, Tầm Dương còn được biết đến qua tiểu thuyết văn học cổ điển Trung Hoa Thủy Hử, hồi 38 với những sự việc liên quan đến Tống Giang vì lỡ viết một bài thơ trên tường khi say, đã bị bắt tại gác Tầm Dương và sau đó, được các đầu lĩnh Lương Sơn Bạc cướp pháp trường giải cứu.
Trong thơ ca Việt Nam, Tầm Dương cũng đã được nhắc đến trong bài thơ Nếu Anh Còn Trẻ của nhà thơ Hoàng Cầm với câu "Năm tháng… năm cung mờ cách biệt. Bao giờ em hết nợ Tầm Dương?".